# Challenger de Buenos Aires 2012
El torneo Copa Topper 2012 es un torneo profesional de tenis. Pertenece al ATP Challenger Series 2012. Se juega su 3ª edición sobre superficie de tierra batida, en Buenos Aires, Argentina entre el 22 y el 28 de octubre.

## Campeones

### Individual Masculino
- Diego Schwartzman derrotó en la final a  Guillaume Rufin, 6–1, 7–5

### Dobles Masculino
- Martín Alund /  Horacio Zeballos derrotaron en la final a   Facundo Argüello /  Agustín Velotti, 7–6(6), 6–2